# Sin Ley (banda)
Sin Ley es una banda  punk rock formada a mediados de 1988 en la ciudad bonaerense de Quilmes. Para fines de ese mismo año, Gustavo (bajista de la banda) le presentó a Dudú (cantante) un guitarrista y un baterista: Alejandro y Damián, respectivamente. La banda quedó formada entonces por: Gustavo en bajo, Dudú en las voces, Damián en la batería y Alejandro en guitarra.  Realizaron  sus primeros ensayos, en la casa de la abuela de Damián y en el garaje de la casa de Gustavo en el año 1989. Los integrantes compartían los mismos gustos musicales: Sex Pistols, The Clash, GBH, The Exploited, Crass, Ramones, Suicidal Tendencies, Todos tus muertos, Comando suicida, Masacre Palestina, Alerta roja, Mal momento, Flema, Attaque 77, V8, etc.

## Ya con Curly Curley en guitarra, la banda fue tomando su propia identidad: Gustavo junto con el guitarrista  comenzaron a componer más canciones y gracias a ello, trascendieron los límites del gran buenos aires sur y realizaron giras a varias provincias.
A fines de 1989 entraron a grabar seis canciones en el estudio Marabunta de Bernal, donde tuvieron que dejar instrumentos en parte de pago por todo lo que habían roto durante la grabación. Utilizaron diez horas de grabación y decidieron editar este material en forma independiente: hicieron copias caseras que luego fueron distribuidas en algunas disquerías, puestos de fanzines, etc. Este demo se llamó Tarde para todo. La tapa sacada de un cómic consistía en un punk teniendo relaciones con una gallina. 
Damián decide irse de la banda y en reemplazo ingresa "El culo" a la batería, un conocido de los músicos que ya había pasado por otras bandas. Unos meses después se suma a la banda "Hongo" (ex Flemita y Superuva), que tocaba en "Obsesión Mortal", como segunda guitarra. Y con esta formación la banda entró a grabar, en "La Casa Bíblica", su segunda producción: Solos y aburridos. El material contaba con siete canciones, y por verlo medio escaso de canciones, los integrantes del grupo decidieron anexarle los seis temas de su anterior demo intercalados, quedando una producción de trece temas.
A fines de 1991 Gustavo, unos de los fundadores de Sin Ley, deja la banda. En su último espectáculo, "Pulga", un amigo de la banda, quería tocar el bajo esa noche; Gustavo tocó la mitad de los temas y le ofreció su bajo a Pulga para que toque la otra mitad. Para reemplazarlo la banda decidió que Hongo dejara la guitarra y pasara al bajo, volviendo a ser un cuarteto. Como se acercaban los festejos por los 500 años del descubrimiento de América, Sin Ley entró a grabar, en el mismo estudio donde habían grabado "Solos y aburridos", su tercer demo ¿Qué mierda festejas?. La formación era la misma que la del disco anterior y la producción contaba con diez temas. Fue enteramente producido por la banda, al igual que los anteriores, y distribuido de mano en mano al igual que los trabajos anteriores también. La tapa fue realizada por un dibujante amigo de la banda y era un primer plano de la cara de un indígena calaverizado. 
Por otra parte, "El culo" dejó de tocar con Sin Ley, y la batería fue tomada por Pepe, baterista de "Obsesión Mortal" hasta ese entonces. A los Sin Ley les llega el comentario, por parte de Flema, que Sick Boy Récords, su sello en ese entonces, estaba interesado en grabar algo con Sin Ley. Decidieron ir a hablar con el sello y firmamos un contrato por una producción en casete, por una participación en un compilado y por un disco. Casi al año de estar en el sello editan, en 1993, No pasa naa, que fue grabado en "El sótano" de Quilmes completamente en vivo. La tapa era un collage de fotos de pintadas de Sin Ley, hechas en Quilmes y constaba de ocho canciones. Recién salido este último demo los llamaron para grabar tres temas para el futuro compilado Sick Boy. La cita era en el estudio "Tec Son" y tenían una cierta cantidad de horas junto a los Flema. La grabación fue un descontrol y les pedían por favor que salieran de la cocina cada vez que tenían que grabar una toma. Se grabaron las canciones "Mi amor", "No me sigas más" y "La bandera". Pero después de tardar largos meses para editar y sacar el disco, la permanencia en el sello no daba para más. 
Pepe se fue a tocar a Flema luego del compilado e ingresó a la batería en su reemplazo un amigo de Curly Curley, el "Deivid". Además ingresó Santiago Rossi a la banda, ya que se había separado de Flema. La banda recibió una propuesta de grabación por parte de Xennon, una disquería de Quilmes, que buscaba debutar como sello discográfico produciendo un disco de Sin Ley. Después de varios ensayos entraron a grabar su nueva producción en un estudio de Quilmes: "El pozo ciego". El material fue grabada por el Hongo en el bajo y coros, Curly Curley en guitarras, teclados, y coros, Santi en guitarras y coros, y Dudú en las voces. La producción artística estuvo a cargo de El Pozo Ciego, y la edición y distribución, a cargo de Xennon Récords. El disco se llamó Un kilme resucitado y fue el último material grabado por Sin ley con Hongo en el bajo, quien dejó su lugar a un viejo conocido, "Gomita". 
En 1998 Sin Ley siguió tocando ininterrumpidamente, como lo hizo durante los últimos ocho años. Luego de un año y medio de ensayos continuos en El Pozo Ciego estaban listos para entrar a grabar lo que sería su segundo disco, In-feliz, grabado en el mismo lugar que el primero. La producción artística estuvo de nuevo a cargo de El Pozo Ciego y la formación era la misma que la del disco anterior pero con Gomita al bajo. El disco salió bajo el sello Xennon Récords nuevamente. La base de este disco fue un libro de Raúl Barón Biza llamado El derecho de matar, incluso la tapa del mismo era una mezcla de dos gráficos del libro. A poco de terminado el disco, Deivid se alejó de la banda y su puesto en la batería fue ocupado por el "Gallego", que hasta ese entonces tocaba en Cosa Nostra. A fines del mismo año realzaron la presentación oficial del disco en el Teatro del Plata, y como invitados tocaron Bulldog y Flemita. 
A fines de 1999 entraron al estudio con la idea de grabar un vivo y grabaron un CD de catorce canciones. Pero por razones extremas, ajenas a la banda, el Gallego viaja a Estados Unidos, y por razones extremas, ajenas a la banda, Curly Curley también viaja a Estados Unidos. Sin embargo, haciendo alusión al fin de siglo y del milenio decidieron sacar A 1000 del 3000, su tercer disco. Tras la partida de Curly Curley, Santiago quedó como único guitarrista y Pablo (ex Flemita y Flema) ocupó la batería. 
A mediados del 2000 se produce una nueva incorporación en Sin Ley: "Chapu" en la percusión. Además, se incorporó Pablo en los teclados, quedando conformado Sin Ley con Dudú en las voces, Santiago en guitarra, Gomita en el bajo, Pablo en la batería, Chapu en la percusión y Pablo en los teclados. A fines del mismo año presentaron "A 1000 del 3000" nuevamente en el Teatro del Plata.
Durante el 2002 Sin Ley siguió tocando en vivo y se integró a la banda Walter como segunda guitarra. Un año más tarde, en 2003, grabaron su primer disco (doble) en vivo: Avivate, registrado en Cemento el 23 de agosto de 2003.
El 23 de julio de 2004 fallece Santiago Rossi. Había dejado grabadas varias canciones que se editarían en el sexto disco Mafísima, en el año 2007. Este último trabajo discográfico fue producido por Esteban "Quito" Elsiri, grabado en El Pozo Ciego, y mezclado y masterizado en Phonic Monkey Studios. Tras presentar el disco por todo el país, bajo el nombre de "Gira Mafísima 2008", en septiembre de ese mismo año, concretaron la grabación de un nuevo disco en vivo en el Teatro Flores, y aprovecharon la oportunidad para registrarlo en formato DVD. El nuevo material recibió el nombre de ¿Vivo?, y la formación de aquella noche era: Gomita en bajo, Walter en guitarra, Chapu en percusión, Pablo en batería y Dudú en voz. En fin, Para darle cierre al 2008 comparten escenario con los Sektor 7, dándole broche de oro a la presentación del disco. 
Ya en el año 2009 Pablo y Walter se alejan de la banda, y sus lugares fueron ocupados por Mariano en batería y Javier en guitarra. Con esta nueva alineación dieron comienzo a una nueva gira: "Me bajo acá". Más tarde se produce el retorno a la banda de Curly Curley. Junto a él grabaron en 2012 un nuevo disco: Delirio fatal agitado que fue presentado a lo largo del año 2013 por todo el país y en Chile.
Hacia finales del año 2014, con la banda en plena actividad el histórico Curly Curley se aleja nuevamente del grupo.                     En el 2013 hacen un en vivo: UFF, el cual está en formato CD y en formato DVD (dato: El formato DVD del show es más largo que el CD, ya que el CD reemplaza algunos temas) Este show se haría en el teatro Flores                                 

## Formación
- Dudú (voz)
- Javier (guitarra)
- (bajo)
- Mariano (batería)
- Chapu (percusión)

### Línea De Tiempo
Rojo: Voz
Azul: Bajo    
Verde: Guitarra 
Violeta: Batería 
Amarillo: Percusión  
Naranja: Teclados

## Discografía

### Demos
- Tarde para todo, 1988
- Solos y aburridos, 1990
- ¿Qué mierda festejás?, 1991
- No pasa naa, 1993

### Álbumes de estudio
- Un kilme resucitado, 1995
- In-feliz, 1998
- A 1000 del 3000, 1999
- Mafísima, 2007
- Delirio fatal agitado, 2012

### Álbumes en vivo
- Avivate (Una parte), 2005
- Avivate (Otra parte), 2005
- ¿Vivo?, 2009
- UFF, 2016